# روبرتو گارسیا رویز
روبرتو گارسیا رویز (زادهٔ ۵ مارس ۱۹۷۴) بازیگری اسپانیایی است که بیشتر به خاطر نقش اسلو در خانه کاغذی شناخته می‌شود.
گارسیا رویز بدن‌ساز سابق است.

## فیلم‌شناسی منتخب
- خانه کاغذی (۲۰۱۹)